# In Love with a Girl
In Love with a Girl is een single van de Amerikaanse zanger Gavin DeGraw. Het nummer is afkomstig van zijn tweede album Gavin DeGraw. In Love with a Girl is de eerste single sinds Just Friends uit 2006. DeGraw heeft het nummer zelf geschreven. Het nummer gaat over verliefdheid.
In Nederland sloeg het nummer goed aan. Het werd verkozen tot 3FM Megahit en Alarmschijf op Radio 538 en stond 16 weken in de Nederlandse Top 40 en bereikte de 22ste positie.

## Hitnotering

### Nederlandse Top 40
| Hitnotering: 01-03-2008 t/m 14-06-2008 | Hitnotering: 01-03-2008 t/m 14-06-2008 | Hitnotering: 01-03-2008 t/m 14-06-2008 | Hitnotering: 01-03-2008 t/m 14-06-2008 | Hitnotering: 01-03-2008 t/m 14-06-2008 | Hitnotering: 01-03-2008 t/m 14-06-2008 | Hitnotering: 01-03-2008 t/m 14-06-2008 | Hitnotering: 01-03-2008 t/m 14-06-2008 | Hitnotering: 01-03-2008 t/m 14-06-2008 | Hitnotering: 01-03-2008 t/m 14-06-2008 | Hitnotering: 01-03-2008 t/m 14-06-2008 | Hitnotering: 01-03-2008 t/m 14-06-2008 | Hitnotering: 01-03-2008 t/m 14-06-2008 | Hitnotering: 01-03-2008 t/m 14-06-2008 | Hitnotering: 01-03-2008 t/m 14-06-2008 | Hitnotering: 01-03-2008 t/m 14-06-2008 | Hitnotering: 01-03-2008 t/m 14-06-2008 | Hitnotering: 01-03-2008 t/m 14-06-2008 |
| Week:                                  | 1                                      | 2                                      | 3                                      | 4                                      | 5                                      | 6                                      | 7                                      | 8                                      | 9                                      | 10                                     | 11                                     | 12                                     | 13                                     | 14                                     | 15                                     | 16                                     |                                        |
| -------------------------------------- | -------------------------------------- | -------------------------------------- | -------------------------------------- | -------------------------------------- | -------------------------------------- | -------------------------------------- | -------------------------------------- | -------------------------------------- | -------------------------------------- | -------------------------------------- | -------------------------------------- | -------------------------------------- | -------------------------------------- | -------------------------------------- | -------------------------------------- | -------------------------------------- | -------------------------------------- |
| Positie:                               | 34                                     | 38                                     | 30                                     | 27                                     | 24                                     | 31                                     | 28                                     | 22                                     | 25                                     | 25                                     | 27                                     | 29                                     | 31                                     | 31                                     | 31                                     | 35                                     | uit                                    |

### NederlandseSingle Top 100
| Hitnotering: 01-03-2008 t/m 26-04-2008 | Hitnotering: 01-03-2008 t/m 26-04-2008 | Hitnotering: 01-03-2008 t/m 26-04-2008 | Hitnotering: 01-03-2008 t/m 26-04-2008 | Hitnotering: 01-03-2008 t/m 26-04-2008 | Hitnotering: 01-03-2008 t/m 26-04-2008 | Hitnotering: 01-03-2008 t/m 26-04-2008 | Hitnotering: 01-03-2008 t/m 26-04-2008 | Hitnotering: 01-03-2008 t/m 26-04-2008 | Hitnotering: 01-03-2008 t/m 26-04-2008 | Hitnotering: 01-03-2008 t/m 26-04-2008 |
| Week:                                  | 1                                      | 2                                      | 3                                      | 4                                      | 5                                      | 6                                      | 7                                      | 8                                      | 9                                      |                                        |
| -------------------------------------- | -------------------------------------- | -------------------------------------- | -------------------------------------- | -------------------------------------- | -------------------------------------- | -------------------------------------- | -------------------------------------- | -------------------------------------- | -------------------------------------- | -------------------------------------- |
| Positie:                               | 65                                     | 68                                     | 78                                     | 95                                     | 70                                     | 70                                     | 40                                     | 78                                     | 91                                     | uit                                    |

## Ben Saunders
Ben Saunders bracht het nummer als I'm in Love with a Girl uit in 2010 nadat hij het eerst had gezongen in The voice of Holland.

## Hitnotering

### NederlandseSingle Top 100
| Hitnotering: (Week 1) 20-11-2010 Hitnotering: (Week 2 t/m 4) 04-12-2010 t/m 18-12-2010 Hitnotering: (Week 5 t/m 9) 08-01-2011 t/m 05-02-2011 | Hitnotering: (Week 1) 20-11-2010 Hitnotering: (Week 2 t/m 4) 04-12-2010 t/m 18-12-2010 Hitnotering: (Week 5 t/m 9) 08-01-2011 t/m 05-02-2011 | Hitnotering: (Week 1) 20-11-2010 Hitnotering: (Week 2 t/m 4) 04-12-2010 t/m 18-12-2010 Hitnotering: (Week 5 t/m 9) 08-01-2011 t/m 05-02-2011 | Hitnotering: (Week 1) 20-11-2010 Hitnotering: (Week 2 t/m 4) 04-12-2010 t/m 18-12-2010 Hitnotering: (Week 5 t/m 9) 08-01-2011 t/m 05-02-2011 | Hitnotering: (Week 1) 20-11-2010 Hitnotering: (Week 2 t/m 4) 04-12-2010 t/m 18-12-2010 Hitnotering: (Week 5 t/m 9) 08-01-2011 t/m 05-02-2011 | Hitnotering: (Week 1) 20-11-2010 Hitnotering: (Week 2 t/m 4) 04-12-2010 t/m 18-12-2010 Hitnotering: (Week 5 t/m 9) 08-01-2011 t/m 05-02-2011 | Hitnotering: (Week 1) 20-11-2010 Hitnotering: (Week 2 t/m 4) 04-12-2010 t/m 18-12-2010 Hitnotering: (Week 5 t/m 9) 08-01-2011 t/m 05-02-2011 | Hitnotering: (Week 1) 20-11-2010 Hitnotering: (Week 2 t/m 4) 04-12-2010 t/m 18-12-2010 Hitnotering: (Week 5 t/m 9) 08-01-2011 t/m 05-02-2011 | Hitnotering: (Week 1) 20-11-2010 Hitnotering: (Week 2 t/m 4) 04-12-2010 t/m 18-12-2010 Hitnotering: (Week 5 t/m 9) 08-01-2011 t/m 05-02-2011 | Hitnotering: (Week 1) 20-11-2010 Hitnotering: (Week 2 t/m 4) 04-12-2010 t/m 18-12-2010 Hitnotering: (Week 5 t/m 9) 08-01-2011 t/m 05-02-2011 | Hitnotering: (Week 1) 20-11-2010 Hitnotering: (Week 2 t/m 4) 04-12-2010 t/m 18-12-2010 Hitnotering: (Week 5 t/m 9) 08-01-2011 t/m 05-02-2011 | Hitnotering: (Week 1) 20-11-2010 Hitnotering: (Week 2 t/m 4) 04-12-2010 t/m 18-12-2010 Hitnotering: (Week 5 t/m 9) 08-01-2011 t/m 05-02-2011 | Hitnotering: (Week 1) 20-11-2010 Hitnotering: (Week 2 t/m 4) 04-12-2010 t/m 18-12-2010 Hitnotering: (Week 5 t/m 9) 08-01-2011 t/m 05-02-2011 |
| Week: | 1 | | 2 | 3 | 4 | | 5 | 6 | 7 | 8 | 9 | |
| --- | --- | --- | --- | --- | --- | --- | --- | --- | --- | --- | --- | --- |
| Positie: | 32 | uit | 19 | 66 | 44 | uit | 95 | 84 | 56 | 47 | 94 | uit |